# Abu Muslim FC
Der Abu Muslim Football Club (persisch بباشگاه فوتبال ابومسلم) ist ein 2008 gegründeter afghanischer Fußballverein aus Farah in der gleichnamigen Provinz. Aktuell, Stand Oktober 2024, spielt der Verein in der ersten Liga, der Afghanistan Champions League.

## Erfolge
- Afghanischer Meister: 2024/25
- Afghanischer Vizemeister: 2022

## Stadion
Der Verein trägt seine Heimspiele in verschiedenen Stadien der Provinz Farah aus.

## Aktueller Kader
| Nr. |             | Position | Name                 |
| --- | ----------- | -------- | -------------------- |
| 1   | Afghanistan | TW       | Golalai Rahimi       |
|     | Afghanistan | TW       | Abdul Musawer Attai  |
| 2   | Afghanistan | AB       | Sayed Hashmat Ahmadi |
| 4   | Afghanistan | AB       | Farzad Ataie         |
|     | Afghanistan | AB       | Naser Ahmadi         |
|     | Afghanistan | AB       | Hamid Norozi         |
| 29  | Pakistan    | AB       | Abdullah Shah        |
| 44  | Afghanistan | AB       | Amanullah Sardari    |

| Nr. |             | Position | Name                   |
| --- | ----------- | -------- | ---------------------- |
| 7   | Afghanistan | MF       | Obaid Omari            |
| 28  | Pakistan    | MF       | Zainul Abideen Ishaque |
| 9   | Afghanistan | ST       | Sohrab Afghan          |
| 11  | Afghanistan | ST       | Nematullah Karimi      |
| 27  | Pakistan    | ST       | Shayak Dost            |
|     | Afghanistan | ST       | Rameez Farooq          |
|     | Afghanistan | ST       | Wahid Halim            |

## Trainer
| Trainer        | von           | bis           |
| -------------- | ------------- | ------------- |
| Elyas Manocher | 6. April 2021 | 30. Juni 2021 |

## Saisonplatzierung
| Saison  | Liga                         | Platz            |                  |
| ------- | ---------------------------- | ---------------- | ---------------- |
| 2022    | Afghanistan Champions League | 2.               |                  |
| 2023    | Keine Austragung             | Keine Austragung | Keine Austragung |
| 2024    | Afghanistan Champions League | 3.               |                  |
| 2024/25 | Afghanistan Champions League | 1.               |                  |